# Salvador Betervide
Salvador Betervide (Melo, 6 de febrero de 1903-Montevideo, 26 de noviembre de 1936) fue un abogado, activista y político uruguayo, reconocido por su lucha en defensa de los derechos de la comunidad afrodescendiente y contra el racismo en Uruguay. Es considerado uno de los pioneros del pensamiento y activismo afrouruguayo del siglo XX.
En 1925, se convirtió en la primera persona afrodescendiente en integrarse al Colegio de Abogados del Uruguay. Fue cofundador del periódico La Vanguardia en 1928, y más tarde, en 1936, del Partido Autóctono Negro (PAN).

## Biografía
Salvador Betervide nació el 6 de febrero de 1903, en el seno de una familia humilde. Realizó sus estudios primarios en un colegio católico y, gracias a la influencia del presbítero de Melo, Manuel Guillade, su padre lo inscribió en el liceo local. Al terminar el 4.° año de liceo, debido a sus destacadas capacidades académicas, obtuvo una beca oficial que le permitió continuar sus estudios terciarios en Montevideo.
El 6 de noviembre de 1925, con 22 años, se recibió de abogado por la Universidad de la República, convirtiéndose en el primer abogado afrodescendiente inscripto en el Colegio Nacional de Abogados de Uruguay. Durante su carrera universitaria, marcada por los intensos acontecimientos políticos y sociales de los años veinte, entabló una profunda amistad con su compañero de estudios, Julio César Grauert, uno de los fundadores de la Federación de Estudiantes Universitarios del Uruguay y militante en defensa de las libertades cívicas.

## Actividad periodística
El 15 de enero de 1928, fundó el periódico La Vanguardia junto al escritor Isabelino José Gares. Más adelante, se unieron a las publicaciones otros colaboradores de la comunidad afrouruguaya como Carlos Cardozo Ferreira, Julián Acosta, Cecilio Díaz y Vito Pereyra Pérez. Desde sus publicaciones introdujo ideas socialistas e internacionalistas en la comunidad afrouruguaya, abogando por la creación de un partido político que defendiera los intereses de «la raza».
Luego de la disolución de La Vanguardia en 1929 por falta de fondos, Betervide se unió a los hermanos Ventura Barrios, Pilar Barrios y María Esperanza Barriospara relanzar la revista Nuestra Raza en 1933, tras el golpe de Estado de Gabriel Terra. En esta nueva etapa, Nuestra Raza se consolidó como un espacio clave para la discusión de temas críticos para la comunidad afro, como la discriminación laboral, la educación, la situación de las mujeres, el auge del fascismo y la solidaridad con otros pueblos afrodescendientes, como los de Estados Unidos y Abisinia (Etiopía).
El primer número de la revista en su relanzamiento se publicó el 25 de agosto de 1933, en una fecha cargada de simbolismo, ya que coincidía con el aniversario de la independencia uruguaya y las leyes abolicionistas de 1825. La publicación no solo sirvió como un foro para la comunidad afro, sino también como una plataforma para las ideas socialistas que Betervide defendía.
En 1936, la revista impulsó la creación de un Comité de Emergencia destinado a evaluar la viabilidad de constituir un espacio político propio para los afrodescendientes uruguayos. Además, fue un motor para la formación del Comité de Raza Negra contra la Guerra y el Fascismo. Betervide, desde este espacio, condenó enérgicamente la invasión de Etiopía por parte de Mussolini, manifestando su oposición al fascismo y defendiendo la importancia de la conciencia de clase y la lucha contra las desigualdades sociales.

## Actividad política
Inicialmente vinculado al Partido Nacional por tradición familiar y por el contexto político de su tierra natal, Betervide se acercó al batllismo gracias a su amistad con Grauert, fundador del grupo progresista Movimiento Avanzar dentro del Partido Colorado, al cual se integró. Sin embargo, tras la muerte de Grauert en 1933, víctima de la represión policial de la dictadura de Gabriel Terra, Betervide acentuó su activismo antifascista y se distanció del Movimiento Avanzar, buscando crear un espacio político propio en la comunidad afrouruguaya con una marcada orientación socialista.
En 1936, fundó junto a Ventura Barrios y Elemo Cabral el Partido Autóctono Negro (PAN), convirtiéndose en una figura central en la lucha por los derechos de los afrodescendientes en Uruguay. Por su figura y trayectoria, fue nominado por los miembros del partido para encabezar la lista a la Cámara de Representantes por el departamento de Montevideo para las elecciones generales de 1938. 
En ese momento, para acceder a una banca por Montevideo se requerían aproximadamente 2100 votos, una cifra que representaba alrededor del 10 % de los votantes de la comunidad afrodescendiente, estimada en un 7 % de la población total de la época. Sin embargo, Betervide falleció el 26 de noviembre de 1936 debido a una afección pulmonar.